# Alejandro Sánchez (calciatore 1970)
Alejandro Sánchez Gómez (Madrid, 10 settembre 1970) è un ex calciatore spagnolo, di ruolo difensore.

## Carriera
Comincia la propria carriera nel Pegaso, club delle serie inferiori di Madrid, prima di approdare nel settore giovanile dell'Atlético Madrid. Esordisce in prima squadra in occasione della partita di campionato persa per 2-1 contro lo Sporting Gijón, giocando da titolare tutti i novanta minuti.